# 潘眉
潘眉（？—？），宜兴人，是一名清朝政治人物。
潘眉曾于康熙三十一年接替陈扬言任兴化府知府一职，康熙三十三年由赵邦牧接任。